# 臺中市大里區內新國民小學
臺中市大里區內新國民小學 （页面存档备份，存于），簡稱內新國小 （页面存档备份，存于），現任校長為張文綺。民國36年（1947年）設大里國校內新分校，民國45年（1956年）獨立成校。民國57年（1968年）實施九年國民義務教育後，更名為臺中縣大里鄉內新國民小學。民國82年（1993年）11月1日，大里鄉升格為縣轄市後，改稱臺中縣大里市內新國民小學。民國99年（2010年）12月25日，臺中市及臺中縣合併升格為直轄市後，改稱臺中市大里區內新國民小學 （页面存档备份，存于）。

### 書籍
- 《臺灣地名辭書》卷十二《臺中縣》第二冊，第20頁

## 網頁連結
- http://www.nhps.tc.edu.tw/ （页面存档备份，存于）

臺中市大里區內新國民小學網址 （页面存档备份，存于） 

請點擊連結